# Златоверховников, Михаил Даниилович
Михаи́л Дании́лович Златоверхо́вников (1842 — 1929) — кафедральный митрофорный протоиерей Киево-Софийского собора, многолетний законоучитель Киевской 1-й гимназии и настоятель гимназической церкви.

## Биография
Родился в селе Нижняя Залегощь Тульской губернии в семье священника. Учился в Новосильском духовном училище и Тульской духовной семинарии. Высшее образование получил в Киевской духовной академии, курс которой окончил в 1869 году.
Службу начал в Черниговской мужской гимназии, куда в светском звании определён был 5 августа 1869 года и. д. законоучителя, а 22 февраля 1870 года был рукоположён в священники и утверждён законоучителем в коренных классах гимназии. С 26 октября 1870 года, сверх занимаемой должности, состоял законоучителем Черниговской женской гимназии, а в 1876/77 учебном году, кроме того, преподавал в старших классах гимназии словесность и логику. 15 июля 1878 года был переведён в Киевскую 1-ю гимназию законоучителем параллельных, а с 1 августа 1885 года — основных классов, состоя во всё время службы в гимназии настоятелем гимназической церкви. Сверх занимаемых должностей был законоучителем министерской женской гимназии (до 1883 года) и Киевской 3-й гимназии (1883—1895). Также состоял членом Киевского духовного цензурного комитета (1890—1896) и членом-экзаменатором по Закону Божию в испытательном комитете при Киевском учебном округе (1890—1908). В 1884 году был рукоположён в протоиереи.
За тридцать лет службы в Киевской 1-й гимназии неоднократно удостаивался благодарностей от учебного начальства, а в 1897 году, по определению Киевского дворянского депутатского собрания, был признан в потомственном дворянском достоинстве.
1 ноября 1908 года оставил службу при Киевской 1-й гимназии в связи с назначением кафедральным протоиереем Киево-Софийского собора, а 7 ноября был награждён митрой во время посещения Киева императором Николаем II. Состоял также членом Киевской духовной консистории (с 1908), товарищем председателя Киевского Свято-Владимирского братства (с 1909), товарищем председателя Богоявленского братства при Киевской духовной академии, членом-казначеем Киевского отдела Императорского православного палестинского общества (с 1909), почётным членом Киевского епархиального училищного совета (с 1910), членом Киевского епархиального миссионерского совета (с 1911), помощником надзирателя за преподаванием Закона Божия в Киевских средне-учебных заведениях, а также членом комитета по заведованию бесплатной больницей и лечебницей императора Николая II в Покровском монастыре (с 1909). 6 июня 1914 года был избран почётным членом Киевской духовной академии.
Печатался в журналах «Труды Киевской духовной академии», «Церковный вестник», «Церковные ведомости», «Киевские епархиальные ведомости» и «Воскресное чтение», а также в газете «Киевлянин». Участвовал в патриотических собраниях, совершал торжественные богослужения по поводу памятных для правых событий и дат. С 1908 года состоял действительным членом Киевского клуба русских националистов. В 1909 году принимал участие в Западно-русском съезде в Киеве. В сентябре 1914 года в Софийском соборе произнёс патриотическую речь „Святая Русь“, посвящённую мировой войне.
В 1919 году вместе с протоиереем С. И. Трегубовым возглавил отказавшуюся украинизироваться часть прихода Софийского собора. До 1929 года состоял в причте Мало-Софийского собора, формально оставаясь его настоятелем.
Скончался в 1929 году в Киеве. Похоронен на Байковом кладбище.

## Награды
- Орден Святой Анны 3-й ст. (1888);
- Орден Святой Анны 2-й ст. (1892);
- Орден Святого Владимира 4-й ст. (1896);
- Орден Святого Владимира 3-й ст. (1905);
- Орден Святой Анны 1-й ст. (1908);
- Орден Святого Владимира 2-й ст. (1913).

Церковные:
- набедренник (1873);
- скуфья (1874);
- камилавка (1876);
- золотой наперсный крест от Священного Синода (1880);
- золотой наперсный крест с драгоценными камнями от представителей Киевского учебного округа и духовных чад (1896);
- палица (1901);
- митра (1908);
- золотой наперсный крест без украшений из Кабинета Его Императорского Величества (5.9.1911).

## Сочинения
- Учение Господа Иисуса Христа о Себе, как о Мессии и Сыне Божием: апологетический очерк. — Чернигов, 1876.
- По поводу антирусской панской аллокуции. — Чернигов, 1877.
- Историческая достоверность событий рождества и детства Иисуса Христа (апологетический очерк).
- Отношение папства к России.
- Коронование русских государей (исторический очерк).
- Слово в день восшествия на престол императора Александра Александровича. — Киев, 1892.
- О жажде духовной: чтение в торжественном собрании Киевского религиозно-просветительного общества. — Киев, 1904.
- Мысли и чувства православного русского пастыря во время войны. // Киевские епархиальные ведомости. — 1914, №38. — С. 923.
- Все должны содействовать успеху брани. // Киевские епархиальные ведомости. — 1917, №5. — С. 41.

## Семья
Был женат на дочери протоиерея Павлине Захарьевне Опоковой (1852—1939). Их дети:
- Ольга (1870—?)
- Михаил (1874—1937), окончил Киевскую 1-ю гимназию (1892) и юридический факультет университета св. Владимира (1897), товарищ прокурора Киевского окружного суда.
- Владимир (1877—?), окончил Киевскую 1-ю гимназию (1896) и юридический факультет университета св. Владимира (1900), помощник директора Государственного банка.
- Борис (1880—1961), окончил Киевскую 1-ю гимназию (1898) и медицинский факультет университета св. Владимира (1904), штатный ординатор Киевского военного госпиталя.
- Людмила (1886—1969), учительница Ольгинской женской гимназии.